# James Igbekeme
James Igbekeme (Lagos, 4 luglio 1995) è un calciatore nigeriano, centrocampista del Wisła Cracovia.

## Caratteristiche tecniche
È un mediano.